# Michel Goemans
Michel Xavier Goemans (dezembro de 1964) é um matemático belgo-estadunidense, que trabalha com otimização combinatória. É professor da cátedra Leighton Family de matemática aplicada do Instituto de Tecnologia de Massachusetts (MIT), onde trabalha no MIT Computer Science and Artificial Intelligence Laboratory e no MIT Operations Research Center.
Goemans obteve um doutorado em 1990 no MIT, orientado por Dimitris Bertsimas, com a tese Analysis of Linear Programming Relaxations for a Class of Connectivity Problems. É professor do MIT e professor adjunto da Universidade de Waterloo. Foi também professor visitante do Research Institute for Mathematical Sciences (RIMS) da Universidade de Quioto.
Recebeu com David P. Williamson o Prêmio Fulkerson de 2000. É fellow da American Mathematical Society (2013), da Association for Computing Machinery (2008) e da Society for Industrial and Applied Mathematics (SIAM) (2013). Foi palestrante convidado do Congresso Internacional de Matemáticos em Berlim (1998: Semidefinite Programming and Combinatorial Optimization). Recebeu o Prêmio Tucker de 1991.
Goemans tem as cidadanias belga e estadunidense.

## Obras
- com David P. Williamson: The Primal-Dual Method for Approximation Algorithms and its Application to Network Design Problems, in D. Hochbaum, Approximation Algorithms, 1997
- com David P. Williamson: A general approximation technique for constrained forest problems, SIAM J. Computing, Volume 24, 1995, p. 296–317
- com David P. Williamson: The primal-dual method for approximation algorithms and its application to network design problems, in: Approximation algorithms for NP-hard problems, 1997, p. 144–191
- com Andrew V. Goldberg, Serge Plotkin, David  B. Shmoys, Éva Tardos, David P. Williamson: Improved approximation algorithms for network design problems, Proceedings of the fifth annual ACM-SIAM symposium on Discrete algorithms 1994, p. 223–232
- Semidefinite Programming in Combinatorial Optimization, Mathematical Programming, Band 79,  1997, p. 143--161